# Четвертаков, Ермолай Васильевич
Ермолай Васильевич Четвертаков, Четвертак или Ермолай Васильев (1781, село Мефодовка, Новгород-Северское наместничество — после 1814) — герой Отечественной войны 1812 года, солдат Киевского драгунского полка.

## Биография
Родился в селе Мефодовка (ныне — Середино-Будского района Сумской области Украины). Из крепостных крестьян. В 1804 году был сдан солдатом в Киевский драгунский полк, откуда бежал, но был пойман и наказан розгами.
Участник войн против наполеоновских войск 1805—1807 гг.
Во время Отечественной войны 1812 года, находясь в составе полка в арьергарде войск генерала П. П. Коновницына, в бою 19 (31) августа у села Царево-Займище была ранена его лошадь и всадник попал в плен. В плену Четвертаков пробыл три дня, а в ночь на четвёртый бежал от французов, когда у тех была днёвка в городе Гжатске, в деревню Басманы, здесь у него возникает план партизанской войны: он захотел сделать из крестьян партизанский отряд. Крестьяне деревни отнеслись к нему недоверчиво, он нашел лишь одного добровольца. С ним они отправились в соседнюю деревню, по пути встретив 2 французов и убив их, забрав их платье. Встретив в следующей деревне (д. Задково) двух кавалеристов врага, они также их убили и взяли их лошадей. Задково выделила Четвертакову 47 крестьян. Этот маленький отряд, под его предводительством уничтожил французских кирасир численностью 12 человек, потом с потерями обратил в бегство полуроту численностью 59 человек и отобрал их экипажи. Эти нападения произвели громадное впечатление и деревня Басманы дала Четвертакову уже 253 человека приверженцев. Он оказался прекрасным тактиком и стратегом партизанской войны. Четвертаков организовал обучение крестьян стрельбе, наладил разведывательную и караульную службу и совершал нападения на группы наполеоновских солдат. Выслеживаяя небольшие французские партии и быстрыми нападениями их истребляя, ему удалось отстоять значительную территорию вокруг Гжатска. Однажды, к его отряду (300 человек) по его требованию присоединились 4 тыс. крестьян. После этого Четвертаков предпринял нападение на наполеоновский батальон с орудиями, и батальон отступил. 4 тысячи добровольцев после этого разошлись по домам, а Четвертаков продолжал партизанскую войну.
Только когда французы ушли, он в ноябре 1812 Четвертаков присоединился к своему полку, принимал участие в освободительных походах Русской армии 1813—1814 гг.
В ноябре 1812 он был произведён в унтер-офицеры. За инициативу и мужество Е. Четвертаков был награждён Знаком отличия Военного ордена.